# Khirbat al-Simia
Khirbat al-Simia (en arabe : خربة السيميا), également appelé As-Simiya (السيميا, nom officiel), est un village palestinien situé dans le sud de la Cisjordanie. Rattaché au gouvernorat de Hébron, il se trouve à 4 kilomètres au nord-ouest de la ville d'As-Samu. Selon le Bureau central palestinien des statistiques, la population de Khirbat al-Simia s'élève à 1 705 habitants au milieu de l'année 2006.